# Nadace Educa
Nadace Educa byla nadace založená Renátou Kellnerovou a Petrem Kellnerem v roce 2002 za účelem podpory studia nadaných dětí a mladých lidí ze sociálně znevýhodněného prostředí.
V roce 2011 se Nadace Educa sloučila s rodinnou nadací Renáty a Petra Kellnerových The Kellner Family Foundation, která převzala všechny dosavadní projekty Nadace Educa.

## Projekty
Hlavním projektem od počátku nadace byla podpora studentů na gymnáziu Open Gate v Babicích. Na této škole přispívala nadace studentům až do výše 100% školného, které činí 470 tisíc Kč.

### Univerzity
Nadace od roku 2008 začala mimo jiné podporovat studenty vysokých škol jak v České republice, tak v zahraničí. Od roku 2009 podporovala také absolventy gymnázia Open Gate, kteří byli přijati na vysoké školy ve Velké Británii, Spojených státech, či Itálii.
Projekt Univerzity byl druhým největším projektem Nadace Educa.